# محفوظ عزام
محفوظ عزام (14 أغسطس 1927-11 فبراير 2022) هو سياسي مصري، وهو الرئيس الحالي لحزب العمل الاشتراكي، وهو خال أيمن ومحمد الظواهري. ترأس حزب العمل الاشتراكي بعد وفاة المهندس إبراهيم شكري منذ أغسطس 2008.

## حياته
ولد محفوظ عزام بمدينة حلوان في 14 أغسطس 1927 وكان عضوا في الحزب الوطني القديم الذي أسسه الزعيم مصطفى كامل ومن بعده محمد فريد وشارك الزعيم أحمد حسين في حزب مصر الفتاة في أربعينيات القرن الماضي وقاوم الاحتلال البريطاني فدفع ضريبة السجن.
أسس المجلس الإسلامي الأوروبي عام 1976 مع ابن عمه ورفيق كفاحه السفير سالم عزام هذا المجلس الذي لعب دورا بارزا في القضايا الإسلامية فدعم الجهاد الأفغاني ضد الاحتلال السوفيتي ونظم عددا من المؤتمرات على الحدود الباكستانية الأفغانية وقد قام الرئيس الأفغاني محمد ضياء الحق بتكريمه.
لعب محفوظ عزام دورا محوريا مع رفيقه المفكر الإسلامي عادل حسين رئيس تحرير جريدة الشعب الناطقة بلسان حزب العمل في هذا الوقت في تأسيس التحالف الإسلامي الذي خاض انتخابات مجلس الشعب المصري عام 1987 والذي حصد عدد كبير من المقاعد البرلمانية واستمر هذا التحالف إلى منتصف التسعينيات من القرن العشرين.
تمتع محفوظ عزام بعلاقات قوية مع جماعة الإخوان المسلمين وعددا من رموز التيار الإسلامي مكنته من احتلال مكانة مرموقة فكان رمانة الميزان لتوحيد العمل بينها في عدد من القضايا.
تخرج عزام من كلية الحقوق بجامعة فؤاد الأول (القاهرة حاليا) في عام 1951 ومارس مهنة المحاماة لأكثر من 50 عاما مدافعا في القضايا السياسية والحريات مثل قضية تنظيم الجهاد 1981 وقضايا محاربة الفساد في قطاع البترول والزراعة والثقافة في عصر الرئيس المصري الراحل حسني مبارك.

## الوفاة
توفى في القاهرة مساء 11 فبراير 2022م ودفن في مقابر حلوان جنوب القاهرة.

## وصلات خارجية
- لقاء مع المستشار محفوظ عزام - خال القيادي بتنظيم القاعدة أيمن الظواهري عام ٢٠٠٦.